# Горски пожар
Горският пожар е пожар, развиващ се в необработваеми терени, най-често гори. 
Той унищожава растителност, животни, микроорганизми, необходими за нормалното протичане на кръговрата в живата природа. Не на последно място той дехумуфицира почвата. Плодородието на почвата се дължи на хумуса – специфично органично вещество, което е смес от различни вещества, получени от разлагането на различни висши и нисши растения и животни, и продукти от дейността на микроорганизмите. По този начин се нарушава хомеостазиса – устойчивостта на екосистемите.
По отношение на геологическата периодизация, пожари в горите са датирани от Силур и Девон преди 420 милиона години. Те продължават през Карбон и Перм, намаляват през Триас, но се увеличават през Юра. Използването на огъня от човека за разширяване на земеделски площи през палеолита допринася за допълнителни промени в ландшафта.

## Видове горски пожари
Три са основните видове горски пожари, които се разграничават според слоя на горимите материали.

### Низови пожари
Низовите пожари са преобладаващият вид горски пожари. Развиват се в приземния слой горими материали: мъртва постилка, горски опад (опадали листа, клони), подраст, подлес, сечищни отпадъци и др. При изразена хоризонтална и вертикална непрекъснатост на горимите материали, при ниска относителна влажност на въздуха и вятър, интензивните низови пожари могат да преминат във върхови пожари.

### Върхови пожари
При върховите пожари огънят се разпространява по горните части от короните на дърветата, където горимите материали са леки и по-бързо горят. Върховият пожар първоначално възниква като низов пожар – при условия, способстващи образуването на конвекционна колона. След като се развие върхов пожар, той може да се разпространява и независимо от низовия и обикновено го изпреварва значително по време и интензивност.

### Подземни пожари
Подземните пожари се разпространяват сред подземните горими материали в дълбочина, която варира от няколко сантиметра до няколко метра в зависимост от дълбочината в почвения слой, до която има органична материя и дълбочината на просъхването ѝ. Подземните пожари имат ниска интензивност на горене и ниска скорост на разпространение, но се гасят трудно поради трудностите в определяне на периметъра и дълбочината им.

## Фактори, влияещи върху горските пожари

### Метеорологични фактори
Горските горими материали определят потенциала за разпространение на горски пожар. Характерът на метеорологичното време обаче определя текущото състояние на този потенциал. В практически план, метеорологичното време е от съществено значение при гасене на пожари поради невъзможността на човек да контролира елементите му. Основните метеорологични елементи, влияещи върху възникването и разпространението на горски пожар са температура на въздуха, относителна влажност на въздуха и валежи.
Колкото по-висока е температурата на горимите материали, толкова по-бързо те се изсушават и загряват и достигат до температурата си на запалване. Следователно при високи температури по-лесно и бързо възникват горски пожари, като разликата между горими материали на слънце и на сянка може да достигне до 15 – 16 градуса.
Вятърът определя скоростта и посоката на разпространение на горския пожар, като стимулира горенето и разпространението на пожара по няколко различни начини. От една страна, нятърът увеличава притока на кислород в зоната на горене, като повишава интензивността на процеса и оттам – отделената топлинна енергия. От друга страна, вятърът засилва влагообмена на горимите материали с въздуха и така ги изсушава, и затопля горимите материали пред фронта на пожара, като така ориентира конвекционната колона към тях. Наред с това, вятътър пренася искри и въглени пред фронта на пожара и така спомага възникването на вторични пожари.

### Фактори на релефа
Релефът е най-постоянният фактор, влияещ върху поведението на горските пожари. Характеристиките и формите на релефа не се променят във времето и влиянието им в изолация може да бъдат предвидено най-лесно. От друга страна, голямото многообразие на характеристиките и формите на релефа и комбинациите от тях оказват нееднозначно влияние върху развитието на пожара.
Изложението на релефа е посоката, към която е обърнат склонът по отношение посоката на слънчевото греене. Изложението определя количеството слънчева светлина и топлина, която склонът получава, което влияе на количеството и характеристиките на растителността, която вирее на склона, а оттам и на количеството и овлажняването на горимите материали.
В северното полукълбо, южните склонове са по-изложени на пряко слънчево греене, имат по-малко и рядка растителност, т.е. горими материали, но те са по-сухи и е по-вероятно по тях да възникнат и да се развият горски пожари.
Наклонът на релефа има влияние при възникването и развитието на горски пожар, като при голям наклон на терена той е разположен по-близо до конвекционната колона, в резултат от което горимите материали пред фронта на пожара се загряват по-бързо, отколкото при равен терен. Пожар, започнал да се развива в долната част на склон, при равни други условия, се разпространява по-бързо от пожар, започнал близо до върха.

## Въздействия на горските пожари
Обобщено функциите, които изпълняват горските пожари, са две – унищожителна и съзидателна. Те ликвидират едни екосистеми, но създават условия за поява на други. Някои дървесни, храстови и тревни видове като бреза и теснолистна върбовка (Chamerion angustifolium, известна и като „пожарна трева“) заемат нови територии след пожар, други видове като секвоя и карибски бор освобождават семената си при висока температура в т.ч. при пожари. Освен това горските пожари изгарят мъртва и загниваща материя. Те действат и като дезинфектант, който отстранява болести и насекомни вредители от горските масиви. Следва обаче да се отбележи, че екологичните ползи от горските пожари понякога се преувеличават, особено когато не се отчитат човешки жертви и икономически щети.
Пожарите високо в планините към горната граница на гората имат дългосрочно унищожително въздействие, защото възстановителните процеси там протичат в рамките на десетилетия, а на някои терени те са необратими. Настъпилите сукцесионни процеси – смяна на клекови формации с брезови и други видове, намаляват значително хидрологичния и противоерозионния ефект на почвата.

## Мерки срещу горските пожари
Към превантивните мерки срещу горски пожари се отнасят създаването на противопожарни просеки и минерализовани ивици, предупредителна система от датчици в насажденията, облитане с дронове и др.